# Sidnie Manton
Pour les articles homonymes, voir Manton.
Sidnie Milana Manton, née le 4 mai 1902 à Londres et morte le 2 janvier 1979 dans la même ville, est une entomologiste britannique.

## Biographie
Sidnie Manton fait ses études secondaires à l'école Froebel de Kensington, puis à St Paul's Girls' School (1917-1921). Elle s'inscrit au Girton College de Cambridge puis passe une année à l'Imperial College à Londres. Elle enseigne la zoologie au King's College de Londres (1949-1960). Elle est élue à la Royal Society en 1948.
Elle est la sœur de la botaniste Irene Manton, elles sont membres en même temps de la Royal Society.

## Distinctions
- 1948 : membre de la Royal Society
- 1963 : médaille d'or de zoologie de la Linnean Society of London
- 1977 : médaille Frink de la Zoological Society of London
- Docteur honoris causa de l'université de Lund (Suède)
- Le cratère Manton est nommé en son honneur[2],[3].